# Mahalla (Schiffsflotte)
Der Begriff Mahalla steht für eine Ansammlung von Schiffen. Während des Ersten Weltkriegs war er die inoffizielle Bezeichnung für eine Flotte deutscher Handelsschiffe, die mit falschen Aufbauten, Geschützattrappen etc. versehen wurden, um dem britischen Gegner eine Kriegsflotte vorzutäuschen. 
Das Wort kommt wahrscheinlich vom arabischen Begriff Mahalla (deutsch Nachbarschaft, Stadtviertel, Heerlager).